# Alfredo Kraus
Alfredo Kraus Trujillo, född 24 september 1927 i Las Palmas, Gran Canaria, död 10 september 1999 i Madrid, var en spansk operasångare (tenor). Han var far till sångerskan Patricia Kraus.

## Karriär
Kraus debuterade i Kairo 1956 som Hertigen i Rigoletto. Två år senare sjöng han mot Maria Callas i Lissabon. Inom de två följande åren debuterade han på Covent Garden-operan i London och på La Scala. 1966 debuterade Kraus på Metropolitan. Kraus lyckades hålla sin röst i unikt fint skick. Vid 71 års ålder gav han sin sista konsert.

## Galleri

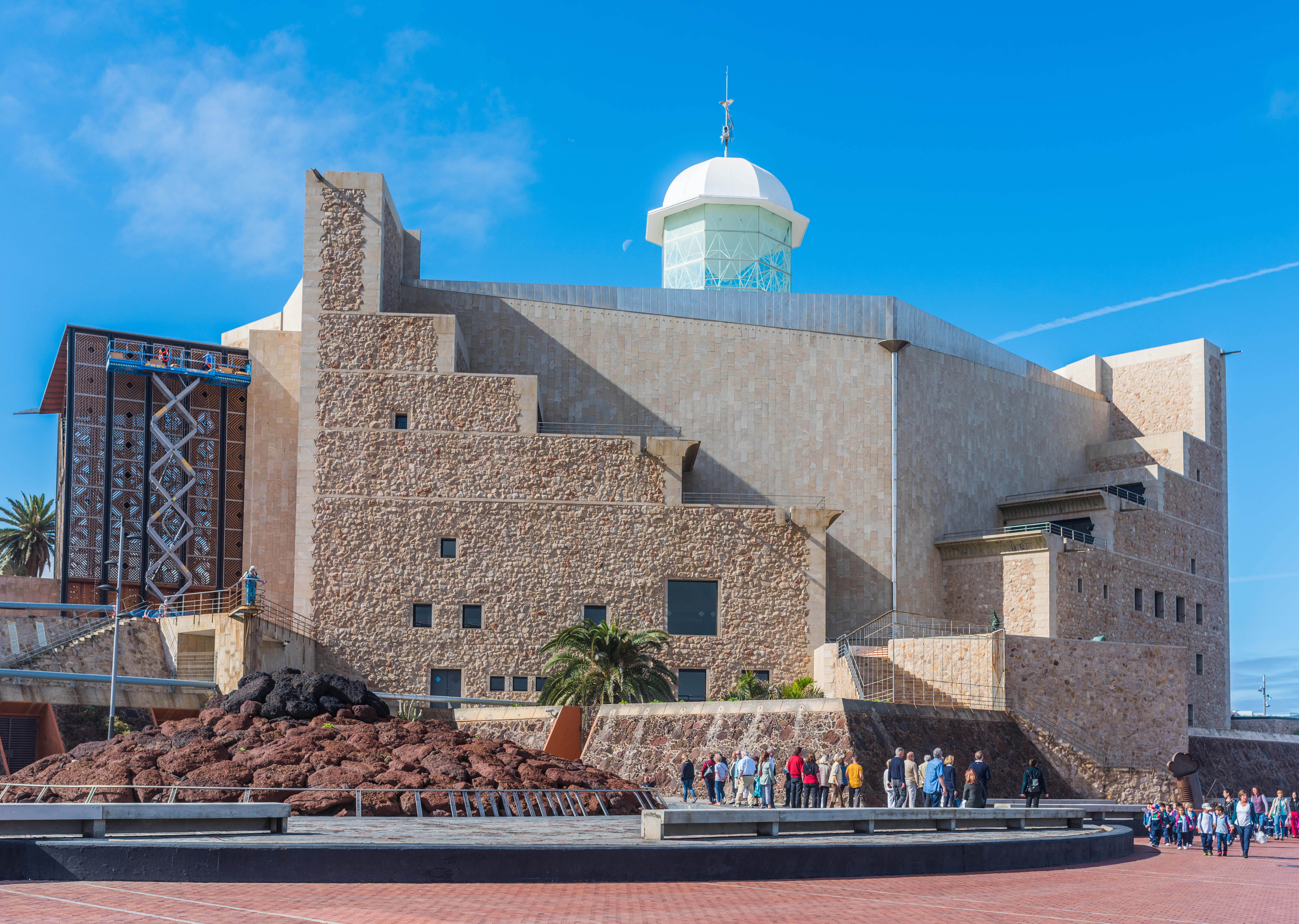
Alfredo Kraus konserthus i Las Palmas
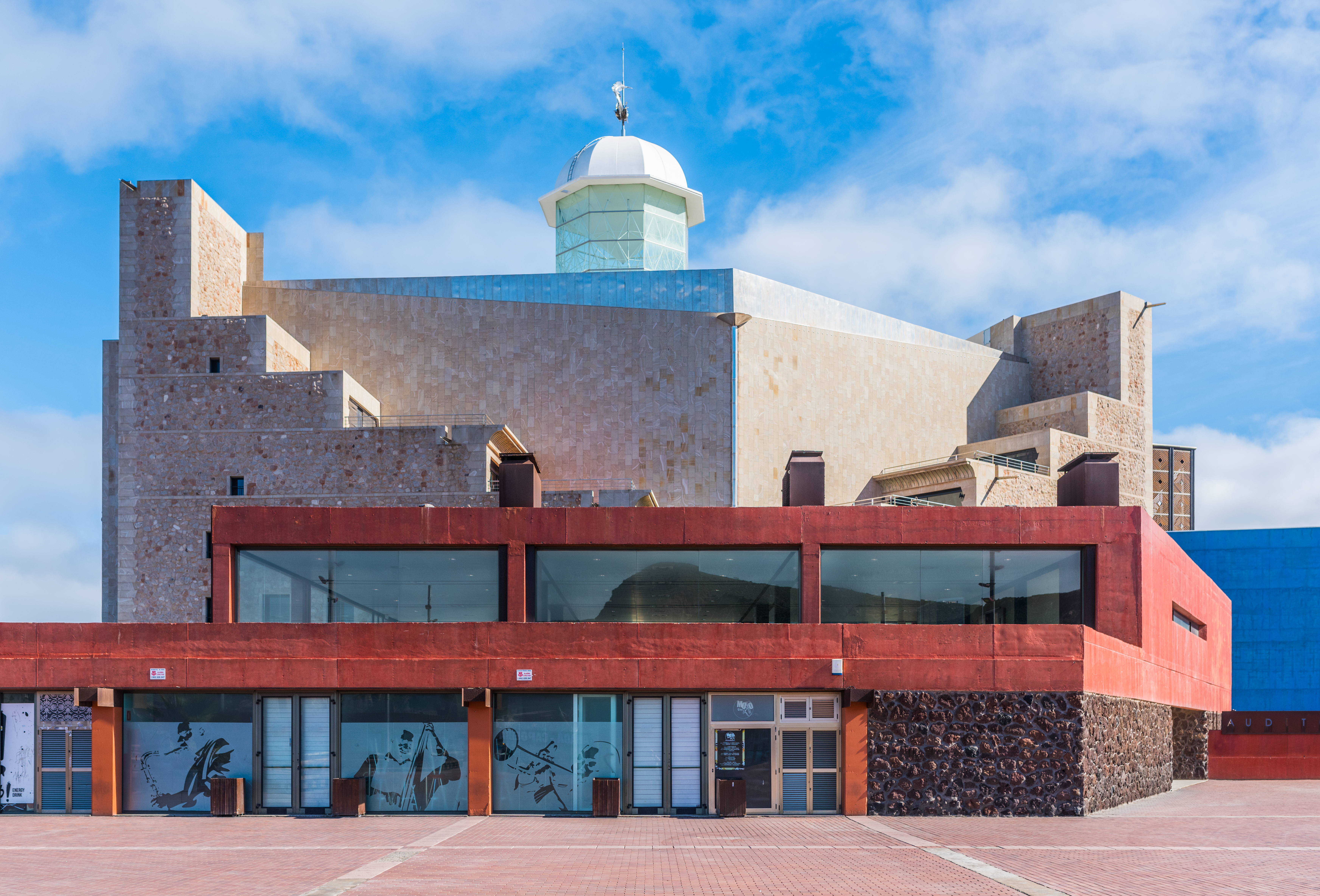
Alfredo Kraus konserthus i Las Palmas
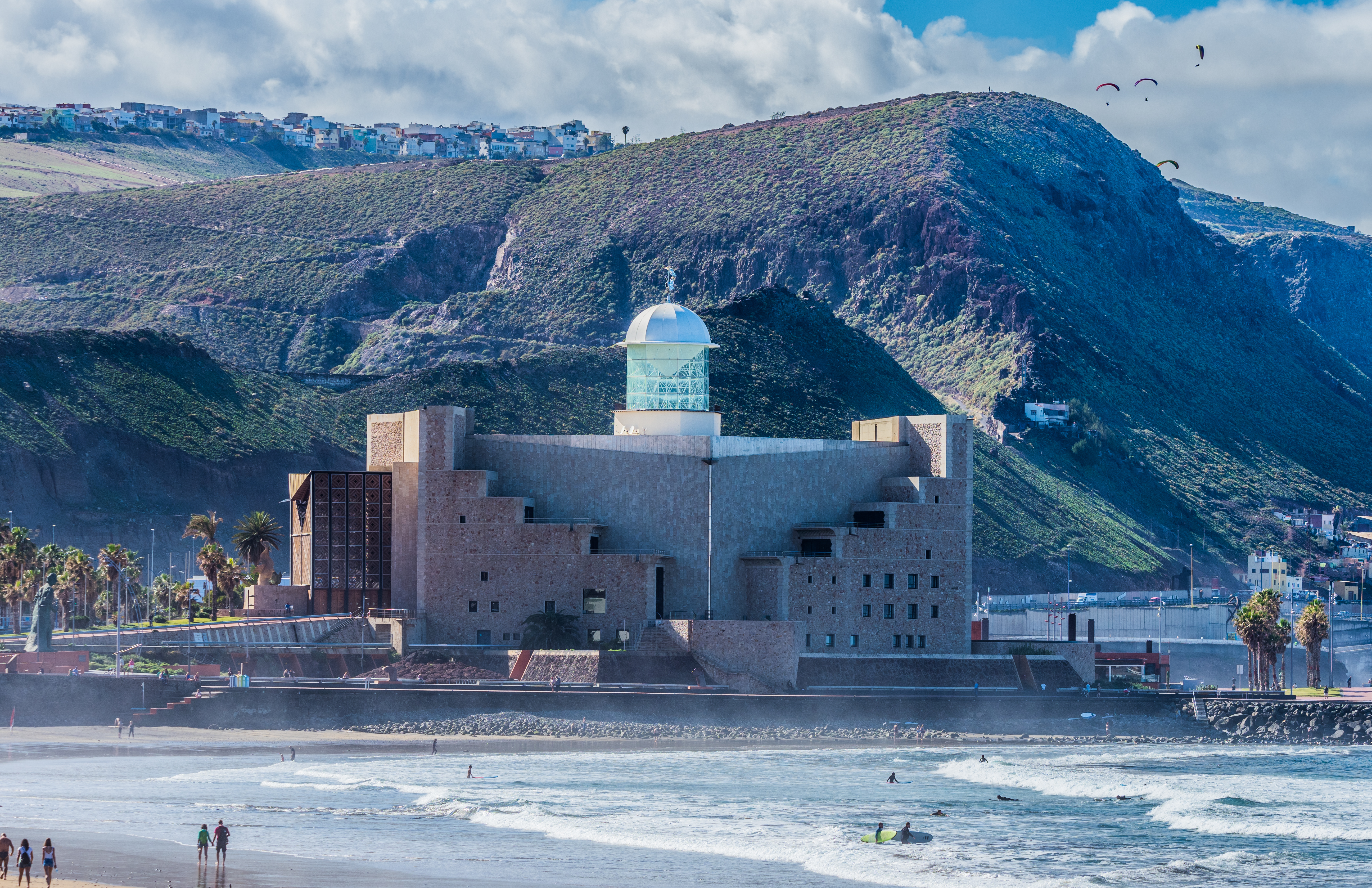
Alfredo Kraus konserthus i Las Palmas
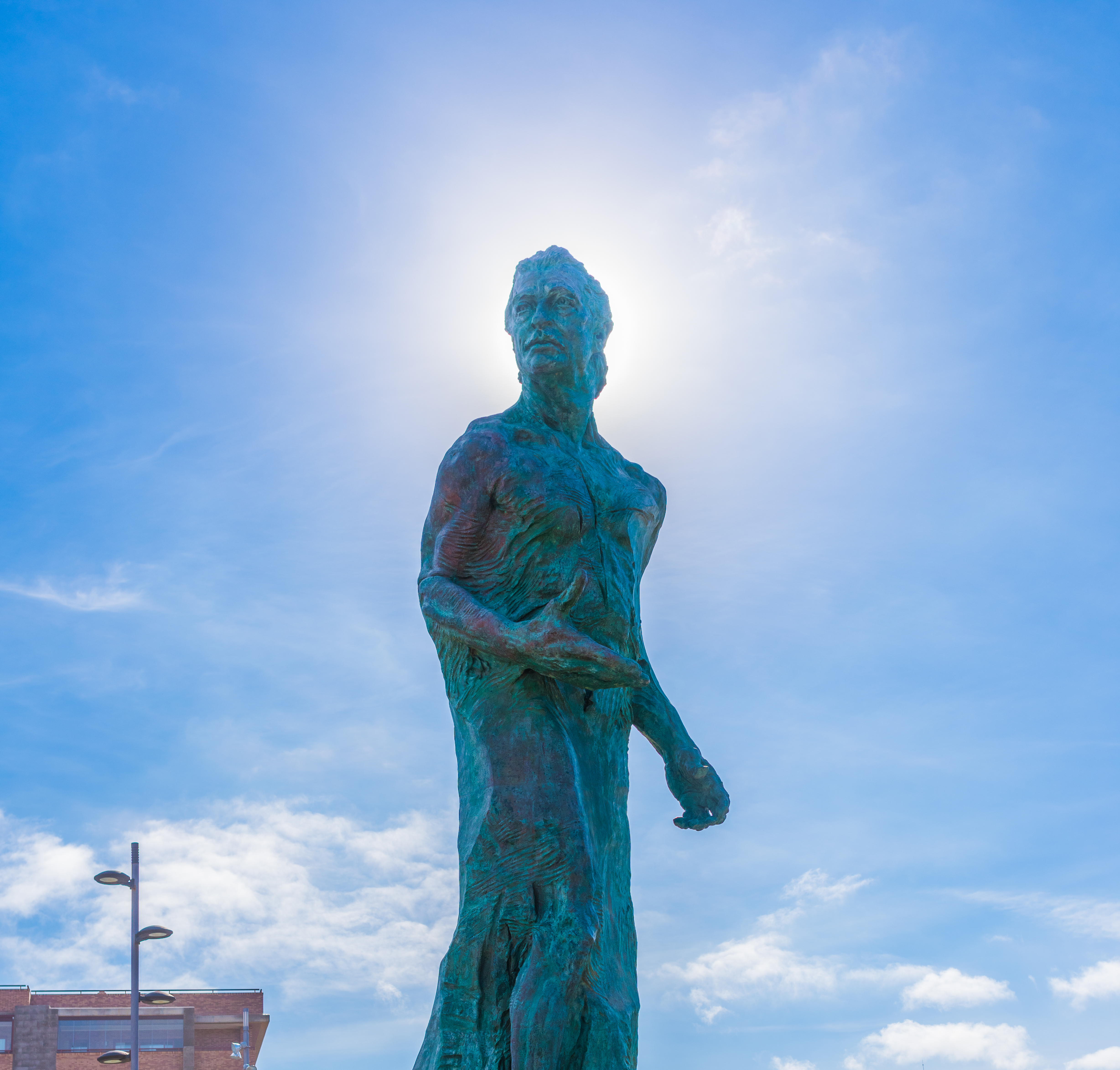
Statue of Alfredo Kraus utanför konserthuset